# Віргуш Наталія Василівна
Наталія Василівна Віргуш (нар. 15 лютого 1948, Зборів) — українська поетеса, журналіст. Член Спілки письменників (1972—2025). Заслужений журналіст України.

## Життєпис
Народилась у м. Зборові Тернопільської області. В юності виїхала з родиною на Чернігівщину. Закінчила філологічний факультет Черкаського педагогічного інституту (1971).
Мешкає у Черкасах. Працювала кореспондентом, завідувачкою відділу редакції газет «Молодь Черкащини», «Черкаська правда» (від 1991 — «Черкаський край»).
Виключена з лав НСПУ рішеннямм Секретаріату організації від 29 травня 2025 року.

## Поетичні збірки
- Віргуш Н. В. Відкритий світ: Поезії. — Д.: Промінь, 1988. — 53 с.
- Віргуш Н. В. Роменовий вир: Лірика. — Д.: Промінь, 1971. — 55 с.
- Віргуш Н. В. Спіралі часу: Поезії. — К.: Радянський письменник, 1990. — 76 с.
- Віргуш Н. В. Стривожені птахи: Лірика. — К.: Молодь, 1973. — 46 с.

## Нагороди
- Почесна грамота Кабінету Міністрів України.
- Лауреат обласної літературної премії «Берег надії» імені В. Симоненка (2001).